# サフェト・スシッチ
サフェト・"パペ"・スシッチ（Safet "Pape" Sušić (発音: [sǎfet sûʃitɕ]), 1955年4月13日 - ）は、ユーゴスラビア・ボスニア・ヘルツェゴビナ出身の元サッカー選手、サッカー指導者。

## 経歴
2012年12月28日、ボスニア・ヘルツェゴビナ代表の監督に就任。監督としての初試合はガーナ代表との親善試合で、2-1で勝利した。
在任中は、同国初となる2014 FIFAワールドカップ出場や、2012年8月から2013年8月の間で9試合無敗、FIFAランキングで同国史上最高位となる13位など、様々な記録を達成した。
2014年11月17日、UEFA EURO 2016予選中にボスニア・ヘルツェゴビナ代表監督を解任された。

## 主な経歴
- 1977年: ユーゴスラビア代表に選出。5月17日のハンガリー戦でデビューを飾る（この試合で2得点を決める）。
- 1979年: ユーゴスラビア最優秀選手賞を受賞。
- 1980年: ユーゴスラビアリーグ得点王（17得点）。
- 1982年: FIFAワールドカップ・スペイン大会出場。1次リーグ敗退。同年8月フランスの パリ・サンジェルマンFC へ移籍。
- 1983年: フランスカップ優勝。
- 1984年: UEFA欧州選手権1984出場。1次リーグ敗退。
- 1986年: リーグ・アン優勝。
- 1990年: FIFAワールドカップ・イタリア大会出場。ベスト8進出。大会終了後に代表を引退。
- 1992年: 現役を引退。
- 2003年: UEFAジュビリーアウォーズにおいてボスニア・ヘルツェゴビナ最優秀選手賞を受賞。

## 代表歴

### 出場大会
- ユーゴスラビア代表
  - 1982 FIFAワールドカップ
  - 1990 FIFAワールドカップ

### 試合数
- 国際Aマッチ 54試合 21得点（1977年-1990年）[4]

| ユーゴスラビア代表 | 国際Aマッチ | 国際Aマッチ |
| 年                 | 出場        | 得点        |
| ------------------ | ----------- | ----------- |
| 1977               | 4           | 5           |
| 1978               | 4           | 0           |
| 1979               | 5           | 6           |
| 1980               | 6           | 3           |
| 1981               | 2           | 0           |
| 1982               | 4           | 0           |
| 1983               | 5           | 3           |
| 1984               | 5           | 2           |
| 1985               | 0           | 0           |
| 1986               | 0           | 0           |
| 1987               | 0           | 0           |
| 1988               | 2           | 1           |
| 1989               | 7           | 0           |
| 1990               | 10          | 1           |
| 通算               | 54          | 21          |